# Коваделко
Кова́делко (лат. incus) — одна з трьох слухових кісточок середнього вуха, що з'єднує між собою дві інших — молоточок і стремінце. Разтошовується у барабанній порожнині.

## Будова
Коваделко складається з таких частин: тіла (corpus incudis), від якого відходять коротка ніжка (crus breve) і довга ніжка (crus longum), на кінці якої знаходиться сочевицеподібний виросток (processus lenticularis). Тіло коваделка зв'язкою з'єднується з верхньою стінкою барабанної порожнини, коротка ніжка кріпиться задньою зв'язкою коваделка (ligamentum incudis posterius) до ямки коваделка (fossa incudis) на поверхні пірамідального підвищення соскоподібної стінки барабанної порожнини, довга ніжка — до стремінця, утворюючи коваделко-стремінцевий суглоб (articulatio incudostapedia). Передня поверхня коваделка має сідлоподібну форму і з'єднується з голівкою молоточка, утворюючи коваделко-молоточковий суглоб (articulatio incudomallearis). Між тілом коваделка і покрівлею барабанної порожнини прямо за верхньою зв'язкою молоточка йде верхня зв'язка коваделка (ligamentum incudis superius).

## Історія відкриття
Низка джерел приписує відкриття коваделка італійському анатому і філософу Алессандро Акілліні. Перший короткий опис з'являється у Якопо Беренгаріо да Карпі — у його Commentaria super anatomia Mundini. Першим дослідником, який вжив термін incus («коваделко»), порівнявши кісточку з маленьким ковадлом, був Андреас Везалій — у його праці De humani corporis fabrica («Про будову людського тіла»), опублікованій у 1543 році. Сочевицеподібний виросток уперше описаний (як «чверта слухова кісточка») Петером Паавом (Pieter Paaw) у 1615 році.